# 앵글라고드
앵글라고드(Änglagård)는 스웨덴 프로그레시브 록 밴드로 킹 크림슨, 제네시스 (밴드), 트레티오오리가 크리게트, 샤이록, 밴 더 그래프 제너레이터 등의 영향을 받은 밴드이다.

## 역사
91년에 토드 린드만과 요한 회그베르그에 의해 결성되었고 그해 말까지 멤버 구성이 완료되고 데모 음반을 녹음했다. 1집 Hybris에서 그들은 오래된 느낌의 사운드를 세련된 방식으로 접근한 심포닉 록을 구사했다. 킹 크림슨의 멜로트론을 연주하지만 신비로운 분위기나 속주는 종종 예스 스타일이기도 하다. 또 플룻을 넣었다거나 하는 것은 포크 사운드에서 가져온 것이다. 
2집 Epilog는 가사없이 앨범 전체를 구성했으며 1집보다 좀 더 공간감이 있는 포크사운드가 담겼다. 여전히 앨범은 멜로트론이 지배하며 신비감이 가득하다. 현악 스트링이 포함되어 사운드가 더 풍성해졌다. 1집만큼의 고전으로 평가되진 않지만 대부분의 프로그레시브 록 커뮤니티에서 올해의 앨범이 되었다. 
그들은 03년에 잠시 재결성하여 니어페스트에서 공연했다. 09년에 새 앨범에 대한 언급이 있었으며 2012년에 3집 Viljans Öga를 내놓았다. 오리지널 멤버 토드 린드만이 12년에 밴드에 복귀하여 다음해부터 투어를 다니기 시작했다.

## 음반 목록
- - 1992 - The Largen Demo (demokassett)
- 1992	Hybris	 –
- 1994	Epilog	 –
  - 1996	Buried Alive	 –
- 2012	Viljans Öga	6
  - 2014	Prog på Svenska: Live in Japan	33